# Lucanus ngheanus
Lucanus ngheanus là một loài bọ cánh cứng trong họ Lucanidae. Loài này được Okuda mô tả khoa học năm 2010.